# Peña Santa
Peña Santa – najwyższy szczyt masywu Cornión w hiszpańskich Górach Kantabryjskich.